# Jaciment arqueològic

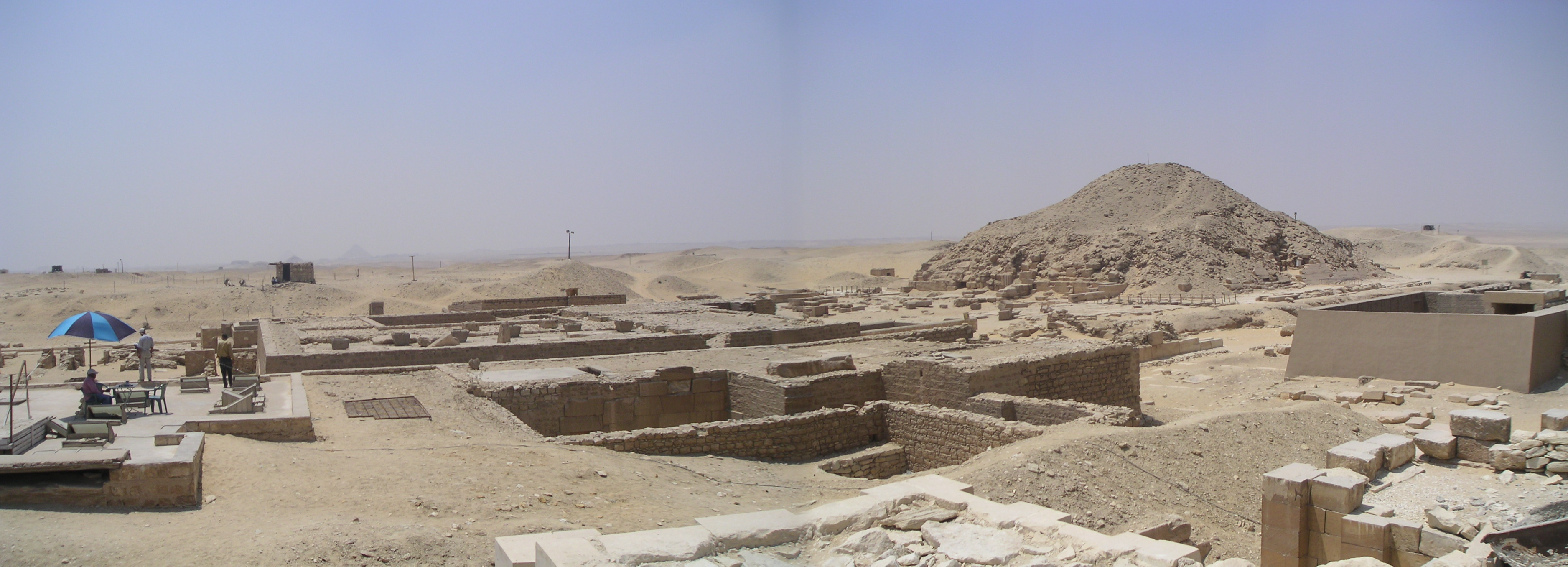
Jaciment arqueològic a Saqqara (Egipte)

Un jaciment arqueològic és una concentració de restes arqueològiques. S'hi troben concentracions de restes d'activitat humana i està constituït per la presència d'artefactes, elements estructurals, sòls d'ocupació i altres anomalies. Aquestes restes es poden trobar mitjançant una mera prospecció de superfície, o si el jaciment ha estat enterrat, amb una prospecció del subsol.